# Procerastea parasimpliseta
Procerastea parasimpliseta är en ringmaskart som beskrevs av Hartmann-Schröder 1991. Procerastea parasimpliseta ingår i släktet Procerastea och familjen Syllidae. Inga underarter finns listade i Catalogue of Life.